# Johann Joachim Steinbrück
Johann Joachim Steinbrück (* 18. August 1760 in Stettin; † 24. Januar 1841) war ein deutscher evangelischer Pfarrer. Er forschte und schrieb über die Geschichte Pommerns.

## Leben und Leistungen
Johann Joachim Steinbrück wurde am 18. August 1760 in Stettin geboren. Sein Vater Joachim Bernhard Steinbrück (1725–1789) war dort Pfarrer an der St. Peter-Pauls-Kirche. Johann Joachim Steinbrück studierte wie sein Vater Theologie und wurde 1789 als Diakon an der St. Peter-Pauls-Kirche Amtsgehilfe seines Vaters. Er blieb an dieser Kirche und wurde dort 1827 Erster Prediger. 1833 wurde er pensioniert. Er starb am 24. Januar 1841.
Wie sein Vater, so forschte auch Johann Joachim Steinbrück über die Geschichte Pommerns und setzte dessen umfangreiche Materialsammlung fort. Er veröffentlichte, neben einer Biographie über seinen Vater, drei Werke über die Geschichte Pommerns. Über das bekannteste Werk Geschichte der Klöster in Pommern urteilt später (1893) der Historiker Gottfried von Bülow nicht günstig. Das Buch sei nicht sehr brauchbar, „denn weder der Verfasser war einer solchen Arbeit gewachsen, noch war damals das Material dazu ausreichend gesammelt. Viele Fehler in den Jahreszahlen erschweren noch dazu den Gebrauch.“

## Schriften
- Leben des Mag. Joachim Bernhard Steinbrück. Stettin 1790.
- Vom Gözzendienst in Pommern und Rügen. Ein Beitrag zur vaterländischen Geschichte. Stettin 1792 (Online).
- Geschichte der Klöster in Pommern. Stettin 1796 Pomerania.
- Historisch-genealogische Nachricht von dem angesehenen Geschlechte von Eickstedt. Unter Anleitung der Lehnbriefe und anderer glaubwürdigen Urkunden entworfen. Leich, Stettin 1801.
- Geschichte der St. Peter-Paulskirche. Stettin 1818.